# Цорцатос, Панайотис
Панайотис Цорцатос (англ. Panagiotis Tzortzatos; род. 11 мая 1992) — греческий ватерполист, игрок, вратарь сборной Греции. Бронзовый призёр чемпионата мира 2025 года. Участник летних Олимпийских игр 2024 года.

## Карьера
На Олимпийских играх 2024 года в Париже Цорцатос и сборная Греции уступили сербам со счетом 11:12 в четвертьфинале. По итогам всего турнира греки заняли пятое место.
В 2025 году на чемпионате мира в Сингапуре в составе сборной завоевал бронзовую медаль. В матче за третье место Греция обыграла Сербию со счётом 16:7. Был одним из ключевых игроков сборной Греции на турнире. Цорцатос, игравший в полуфинале против Испании, стал самым ценным игроком матча, но Греция в итоге проиграла со счётом 11:9. Был признан лучшим вратарём турнира.